# Лисий Аникет
Лисий Аникет (др.-греч. Λυσίας ὁ Ἀνίκητος; эпитет означает «Непобедимый») — индо-греческий царь.

## Время правления
Согласно нумизмату Бопеараччи, Лисий был близким преемником Менандра I и Зоила I и, следовательно, правил около 130—120 гг. до н. э. Р. С. Сеньор предлагает аналогичную дату.
Бопеараччи предполагает, что территория Лисия охватывала области Паропамисады и Арахозии, но его монеты были найдены в Пенджабе, и возможно, что Лисий правил большей частью индо-греческой территории в течение определенного периода, хотя, возможно, в сотрудничестве с Антиалкидом, с которым он поделился большей частью своих монограмм.
Лисий, по-видимому, утверждал, что является потомком Деметрия, используя аналогичный реверс короны Геракла, эпитет Деметрия «Непобедимый», а иногда и венец в виде слоновьей морды. Подобный реверс также использовался Зоилом I, который, возможно, правил несколькими десятилетиями ранее и, вероятно, был врагом Менандра.
Правление Лисия, похоже, началось после убийства маленького сына Менандра Трасона, и поскольку его монеты не похожи на монеты Менандра, кажется, что он, как и Зоил, принадлежал к конкурирующей линии. Несмотря на великолепную чеканку, его политика, вероятно, была скорее оборонительной. Бактрийское царство недавно пало из-за вторжения кочевников, и хотя индо-грекам удалось избежать той же участи, они оказались изолированными от эллинистического мира.

## Типы монет
Лисий выпустил несколько двуязычных индийских монет. На своих серебряных портретных типах он изображен в различных головных уборах, которые носили более ранние цари: «слоновья морда» Деметрия I, шлем из бычьих рогов или коринфский шлем с чешуей и греческая плоская шляпа «каусия». Также существует монета, где метает копьё.
Наоборот, всегда Геракл венчает себя и держит свою дубинку с новым добавлением пальмы в знак победы.
Он также выпустил серию аттических тетрадрахм и даже меньших номиналов (известна гемидрахма) для обращения в Бактрии.
Его квадратные бронзовые фигурки индийского типа изображают бюст Геракла/слона.

## «Монеты мулов»
Есть бронзовая монета, на которой изображен аверс Лисия и реверс Антиалкида. Это было истолковано Тарном и другими ранними учеными, как будто два царя могли заключить какой-то союз, но позже была найдена бронзовая монета с противоположным расположением.
Современная точка зрения состоит в том, что эти монеты были «мулами» — другими словами, неправильно перетянутой монетой одного из соответствующих правителей. Хотя это и не является признаком союза, исследователи все же предполагают, что правление Лисия и Антиалкида было соседним.